# Качаліна Ксенія Михайлівна
Ксенія Михайлівна Качаліна — російська акторка.

## Життєпис
Народилася 3 травня 1971 р. у Саратові.
Навчалася у Саратовській державній консерваторії (1987—1988). Закінчила Всесоюзний державний інститут кінематографії (1995).
Знялась у фільмах: «Над темною водою» (1992, Лена), «Листи в минуле життя» (1994, Зоя), «Три сестри» (1994, Маша), «Цирк згорів і клоуни розбіглись» (1997), «Романови. Вінценосна сім'я» (2000, Велика княжна Тетяна Миколаївна), «Богиня: як я полюбила» (2004), «У колі першому» (т/с, 2006, дружина Потапова) та ін.; в українській кінокартині «Дике кохання» (1993. Приз кінофестивалю «Сузір'я», 1994).
Колишня дружина актора Михайла Єфремова, є спільна дочка Анна-Марія.